# Edu (calciatore 1993)
Edu, pseudonimo di Eduardo Nascimento da Silva Júnior (Rio de Janeiro, 5 marzo 1993), è un calciatore brasiliano, attaccante del Cuiabá.

## Carriera
Nato a Rio de Janeiro, ha iniziato la sua carriera da professionista nel 2012 con il São Gonçalo EC, dove ha giocato nel Campeonato Carioca Série B2. Ha successivamente giocato nell'Under-20 del Flamengo prima di passare al São Gonçalo FC.
Il 7 ottobre 2014 dopo aver realizzato 15 reti in 17 partite in terza divisione è passato in prestito al Boavista-RJ. Utilizzato di rado, è tornato al São Gonçalo nel 2015 prima di unirsi all'Itaboraí il 10 luglio 2015.
Il 21 settembre 2017 ha firmato con il Brusque per disputare la Copa Santa Catarina.. Il 28 marzo 2018 è tornato all'Itaboraí.
Il 18 ottobre 2018 ha firmato con il Nova Iguaçu ma è stato prestato poco dopo all'Atlético Tubarão. Il 29 dicembre 2019 è tornato al Brusque con un contratto valido fino ad aprile 2021.
Nell'agosto 2020, nel secondo tempo della partita inaugurale di Série C contro l'Ypiranga-RS, ha subito la rottura del legamento crociato anteriore e la lesione del menisco che lo ha reso indisponibile per tutto il resto della stagione. Il 17 aprile 2021 ha tuttavia rinnovato il contratto fino a novembre 2022.
Il 15 ottobre 2021, durante un incontro contro il Remo, Edu ha fallito un rigore, segnato un gol e giocato in porta al posto dell'infortunato Ruan Carneiro, parando un calcio di rigore nei minuti finali. Con 17 gol si è laureato capocannoniere in Série B.
Il 9 dicembre 2021 ha firmato con il Cruzeiro. È stato votato miglior giocatore del Campionato Mineiro 2022 e con il club ha ottenuto la promozione in Série A. Il 6 gennaio 2023 è stato prestato al Dibba Al-Fujairah fino a giugno.
Il 6 luglio 2023 è stato ceduto al Coritiba con un contratto fino a fine 2024. Il 16 luglio ha debuttato nel Brasileirão contro il Cruzeiro ed il 20 agosto ha realizzato la sua prima rete contro il Flamengo.

## Statistiche

### Presenze e reti nei club
Statistiche aggiornate al 28 settembre 2023.
| Stagione              | Squadra               | Campionato            | Campionato | Campionato | Coppe nazionali | Coppe nazionali | Coppe nazionali | Coppe continentali | Coppe continentali | Coppe continentali | Altre coppe | Altre coppe | Altre coppe | Totale | Totale | Totale |
| Stagione              | Squadra               | Comp                  | Pres       | Reti       | Comp            | Pres            | Reti            | Comp               | Pres               | Reti               | Comp        | Pres        | Reti        | Pres   | Reti   |        |
| --------------------- | --------------------- | --------------------- | ---------- | ---------- | --------------- | --------------- | --------------- | ------------------ | ------------------ | ------------------ | ----------- | ----------- | ----------- | ------ | ------ | ------ |
| 2012                  | São Gonçalo EC        | B2/RJ                 | 7          | 2          |                 | -               | -               |                    | -                  | -                  |             | -           | -           | 7      | 2      |        |
| 2014                  | São Gonçalo FC        | B2/RJ                 | 17         | 15         |                 | -               | -               |                    | -                  | -                  |             | -           | -           | 17     | 15     |        |
| 2014                  | Boavista-RJ           |                       | -          | -          |                 | -               | -               |                    | -                  | -                  | CR          | 8           | 4           | 8      | 4      |        |
| 2015                  | Boavista-RJ           | A/RJ                  | 5          | 0          |                 | -               | -               |                    | -                  | -                  |             | -           | -           | 5      | 0      |        |
| Totale Boavista       | Totale Boavista       | Totale Boavista       | 5          | 0          |                 | -               | -               |                    | -                  | -                  |             | 8           | 4           | 13     | 4      |        |
| 2015                  | São Gonçalo FC        | B1/RJ                 | 16         | 7          |                 | -               | -               |                    | -                  | -                  |             | -           | -           | 16     | 7      |        |
| Totale São Gonçalo FC | Totale São Gonçalo FC | Totale São Gonçalo FC | 33         | 22         |                 | -               | -               |                    | -                  | -                  |             | -           | -           | 33     | 22     |        |
| 2015                  | Itaboraí              | B2/RJ                 | 7          | 7          |                 | -               | -               |                    | -                  | -                  |             | -           | -           | 7      | 7      |        |
| 2016                  | Itaboraí              | B1/RJ                 | 5          | 0          |                 | -               | -               |                    | -                  | -                  | CR          | 6           | 2           | 11     | 2      |        |
| 2017                  | Portuguesa-RJ         | A/RJ                  | 10         | 1          |                 | -               | -               |                    | -                  | -                  |             | -           | -           | 10     | 1      |        |
| 2017                  | Itaboraí              | B1/RJ                 | 15         | 9          |                 | -               | -               |                    | -                  | -                  | CR          | 2           | 2           | 17     | 11     |        |
| 2017                  | Brusque               |                       | -          | -          |                 | -               | -               |                    | -                  | -                  | CSC         | 8           | 8           | 8      | 8      |        |
| 2018                  | Brusque               | PD/SC                 | 3          | 1          | CB              | 1               | 0               |                    | -                  | -                  |             | -           | -           | 4      | 1      |        |
| 2018                  | Itaboraí              | B1/RJ                 | 13         | 8          |                 | -               | -               |                    | -                  | -                  | CR          | 7           | 3           | 20     | 11     |        |
| Totale Itaboraí       | Totale Itaboraí       | Totale Itaboraí       | 80         | 24         |                 | 0               | 0               |                    | -                  | -                  |             | 15          | 7           | 95     | 31     |        |
| 2019                  | Nova Iguaçu           | A/RJ                  | 8          | 2          |                 | -               | -               |                    | -                  | -                  |             | -           | -           | 8      | 2      |        |
| 2019                  | Atlético Tubarão      | PD/SC+D               | 9+6        | 4+2        |                 | -               | -               |                    | -                  | -                  | CSC         | 3           | 3           | 18     | 9      |        |
| 2020                  | Nova Iguaçu           | A/RJ                  | 1          | 0          |                 | -               | -               |                    | -                  | -                  |             | -           | -           | 1      | 0      |        |
| Totale Nova Iguaçu    | Totale Nova Iguaçu    | Totale Nova Iguaçu    | 9          | 2          |                 | -               | -               |                    | -                  | -                  |             | -           | -           | 9      | 2      |        |
| 2020                  | Brusque               | PD/SC+C               | 12+1       | 8+0        | CB              | 3               | 2               |                    | -                  | -                  | RC          | 1           | 2           | 17     | 12     |        |
| 2021                  | Brusque               | PD/SC+B               | 0+33       | 0+17       | CB              | 0               | 0               |                    | -                  | -                  |             | -           | -           | 33     | 17     |        |
| Totale Brusque        | Totale Brusque        | Totale Brusque        | 49         | 26         |                 | 4               | 2               |                    | -                  | -                  |             | 9           | 10          | 62     | 38     |        |
| 2022                  | Cruzeiro              | M1/MG+B               | 10+33      | 7+11       | CB              | 5               | 4               |                    | -                  | -                  |             | -           | -           | 48     | 22     |        |
| gen.-giu. 2023        | Dibba Al-Fujairah     | PL                    | 6          | 2          | CE+CdL          | 0               | 0               | -                  | -                  | -                  |             | -           | -           | 6      | 2      |        |
| 2023                  | Coritiba              | A                     | 5          | 1          | CB              | 0               | 0               |                    | -                  | -                  |             | -           | -           | 5      | 1      |        |
| Totale carriera       | Totale carriera       | Totale carriera       | 222        | 104        |                 | 9               | 6               |                    | -                  | -                  |             | 35          | 24          | 266    | 134    |        |

## Palmarès

### Club

#### Competizioni statali
- Recopa Catarinense: 1

Brusque: 2020

#### Competizioni nazionali
- Campeonato Brasileiro Série B: 1

Cruzeiro: 2022

### Individuale
- Capocannoniere del Campeonato Brasileiro Série B: 1

2021 (17 gol)
- Miglior giocatore del Campionato Mineiro: 1

2022